# Elecciones generales de Camboya de 1958
Las elecciones generales de Camboya de 1958 se realizaron el 23 de marzo. Se redujo el número de escaños de 91 a 61. Las elecciones fueron celebradas en el marco del régimen monarquista de Norodom Sihanouk, por lo que al igual que en las anteriores, hubo acusaciones de fraude masivo.
El partido en el poder, Sangkum, obtuvo todos los escaños prácticamente sin oposición. El partido opositor Pracheachon presentó cinco candidatos en algunos distritos, para luego se retiraron cuatro debido al acoso policial, dejando solo al líder del partido, Keo Meas, enfrentándose a Nhieim Sokphai por el distrito de Nom Pen. El resultado fue un amplio fraude electoral a favor de Sokphai, que obtuvo el 97.2% de los votos. En Kompot, el nombre de uno de los candidatos del Pracheachon, Yim Cheo, se mantuvo en la boleta electoral y obtuvo 13 votos.

## Antecedentes y campaña
El año 1957 estuvo marcado por dos acontecimientos importantes para la vida política camboyana. En primer lugar, el hundimiento y desaparición del Partido Democrático, fuerza política que había gobernado el país hasta 1955, tras los maltratos y la presión a los que el régimen sihanoukista sometía a sus miembros. El segundo fue la disputa entre el gobierno y los parlamentarios que conduciría a una disolución de la Asamblea Nacional. Este acto adelantó las elecciones por varios meses. El príncipe, por su parte, se mostró satisfecho con la posibilidad de cambiar el parlamento por uno con candidatos designados a dedo por él, que serían electos casi sin oposición.
Previo a las elecciones, Sihanouk recalcó su preocupación porque una victoria socialista condujera a la dominación vietnamita del país. Durante la campaña, el propio Sihanouk redactó varios artículos sobre la historia del comunismo camboyano, resaltando los vínculos de la izquierda del país con Vietnam, y describiendo al comunismo como una amenaza para Camboya. A medida que la campaña avanzaba, la presión sobre el partido socialista Pracheachon, el único aparte del Sangkum que había presentado candidatos, se incrementó precisamente por este motivo. En las calles había pancartas y paredes pintadas con mensajes que decían: "El Pracheachon arruina a la nación y vende el país a los extranjeros" o "El Pracheachon no forma parte del Sangkum". Tan solo un día antes de los resultados, tres de los cuatro candidatos que acompañaban a Keo Meas se retiraron, mientras que este mantuvo la campaña hasta el final. Otro candidato, Yim Cheo se mantuvo en la circunscripción de Kompot y recibió 13 votos.

## Resultados

### Nivel nacional
| Partido               | Partido     | Votos     | %     | %   | Escaños | Escaños |
| --------------------- | ----------- | --------- | ----- | --- | ------- | ------- |
|                       | Sangkum     | 1.646.488 | 99.9% |     | 61      | 30      |
|                       | Pracheachon | 409       | 0.1%  |     | 0       | 0       |
| Total                 | Total       | 1.646.897 | 100   | 100 | 61      | 30      |
| Fuente: Nohlen et al. |             |           |       |     |         |         |

### Circunscripción deNom Pen
|  | 97.2 % |

|  | 2.8 % |

### Circunscripción deKompot
|  | 98.8 % |

|  | 1.2 % |

## Consecuencias
Fueron las últimas elecciones hasta las de 1972 en las cuales la oposición trataría de acceder al parlamento. Desde entonces, el Pracheachon se uniría a los demás partidos de la oposición y pasaría a la abstención. Tras el anuncio de los resultados, Keo Meas abandonó el país y huyó a Vietnam, mientras que el liderazgo del partido pasó a Saloth Sar, quien más tarde sería conocido como "Pol Pot".